# Michelle Sng
Michelle Sng Suat Li (* 19. Mai 1987 in Singapur) ist eine Hochspringerin aus Singapur, die aktuell Inhaberin des Landesrekordes ist.

## Sportliche Laufbahn
Erste internationale Erfahrungen sammelte Michelle Sng bei den Juniorenasienmeisterschaften 2006 in Macau, bei denen sie mit 1,80 m den vierten Platz belegte. Anschließend nahm sie erstmals an den Asienspielen in Doha teil und wurde dort mit 1,75 m Neunte. 2007 erreichte sie bei den Asienmeisterschaften in Amman mit 1,70 m Rang acht und überquerte in der Qualifikation der Sommer-Universiade in Bangkok keine Höhe. Zwei Jahre später nahm sie erneut an den Asienmeisterschaften in Guangzhou teil und sprang mit 1,70 m auf den zwölften Platz.
2015 gewann sie bei den Südostasienspielen in Singapur mit 1,81 m die Bronzemedaille hinter der Thailänderin Wanida Boonwan und Phạm Thị Diễm aus Vietnam. Im Jahr darauf wurde sie bei den Hallenasienmeisterschaften in Doha mit 1,75 m Vierte und 2017 siegte sie bei den Südostasienspielen in Kuala Lumpur mit 1,83 m. 2018 nahm sie erneut an den Asienspielen in Jakarta teil und erreichte dort mit 1,75 m den geteilten siebten Platz. Im Jahr darauf wurde sie bei den Asienmeisterschaften in Doha mit einer Höhe von 1,70 m Zehnte und belegte im Dezember bei den Südostasienspielen in Capas mit 1,75 m den geteilten fünften Platz. 2021 steigerte sie den Landesrekord auf 1,86 m und im Jahr darauf gewann sie bei den Südostasienspielen in Hanoi mit 1,75 m die Silbermedaille hinter Phạm Thị Diễm. 2023 musste sie sich bei den Südostasienspielen in Phnom Penh mit 1,73 m der Thailänderin Thanlada Thongchomphunut und Phạm Thị Diễm geschlagen geben. Anschließend wurde sie bei den Asienmeisterschaften in Bangkok mit 1,70 m 14 und gelangte bei den Asienspielen in Hangzhou mit 1,70 m auf Rang zwölf.
2022 wurde Sng singapurische Meisterin im Hochsprung.

## Persönliche Bestleistungen
- Hochsprung (Freiluft): 1,86 m, 30. Oktober 2021 in Singapur (singapurischer Rekord)
  - Hochsprung (Halle): 1,75 m, 21. Februar 2016 in Doha (singapurischer Rekord)